# Крохин, Алексей Алексеевич
Алексе́й Алексе́евич Кро́хин (30 июля 1912, Петербург — 6 октября 1983, Москва) — советский разведчик, генерал майор, начальник управления «С» (нелегальной разведки) Первого главного управления КГБ СССР.

## Биография
Родился в Петербурге 30 июля 1912 года. Был учеником ФЗУ, затем слесарем (1931) ленинградского завода «Электросила». В 1932 году поступил в Ленинградский индустриальный институт им. М. И. Калинина. После окончания института в 1938 г. стал инженером на заводе «Электросила».
В 1938 году был направлен на работу в НКВД. Работал уполномоченным, а затем старшим уполномоченным. С 1942 года — начальник 2-го отделения Особого отдела НКВД Московского Военного округа. С 1943 года — заместитель начальника, затем начальник 2-го отдела контрразведки СМЕРШ Московского Военного округа. В 1942 году вступил в ВКП(б). В 1945—1946 годах Крохин возглавлял опергруппу СМЕРШ, входившую в состав советской военной миссии, аккредитованной при штабе Английской Рейнской армии.
С 1946 года А. А. Крохин работает во внешней разведке. С мая 1946 года — заместитель начальника отдела «6-А» Управления «1-А» ПГУ МГБ СССР. В 1946 году выезжал в спецкомандировку в Данию. Далее в 1948—1949 годах выезжал в краткосрочные командировки в Италию и Францию.
В 1950—1954 годах возглавляет резидентуру в Париже.
С 30 октября 1954 г. Крохин — заместитель начальника ПГУ КГБ при Совете Министров СССР, одновременно являясь начальником Управления «С» (нелегальная разведка). С 1961 года — уполномоченный КГБ по координации и связи с МГБ и МВД ГДР, а с 1964 года — вновь заместитель начальника ПГУ КГБ и одновременно — начальник Управления «К» (внешняя контрразведка).
В 1966—1971 гг. вторично возглавлял резидентуру КГБ в Париже. Был выслан из Франции.
Вышел в отставку в 1974 году.

## Смерть
Скончался 6 октября 1983 году.

## Награды
Орден Ленина, четыре ордена Красного Знамени, два ордена Красной Звезды, медали, а также нагрудный знак «Почетный сотрудник госбезопасности».